# Thuja plicata
Thuja plicata, la tuya gigante, árbol de la vida gigante, "cedro" rojo del Pacífico o cedro rojo occidental es una especie del género Thuja. Se trata de un árbol perennifolio conífero de la familia de las cupresáceas.

Vista del árbol

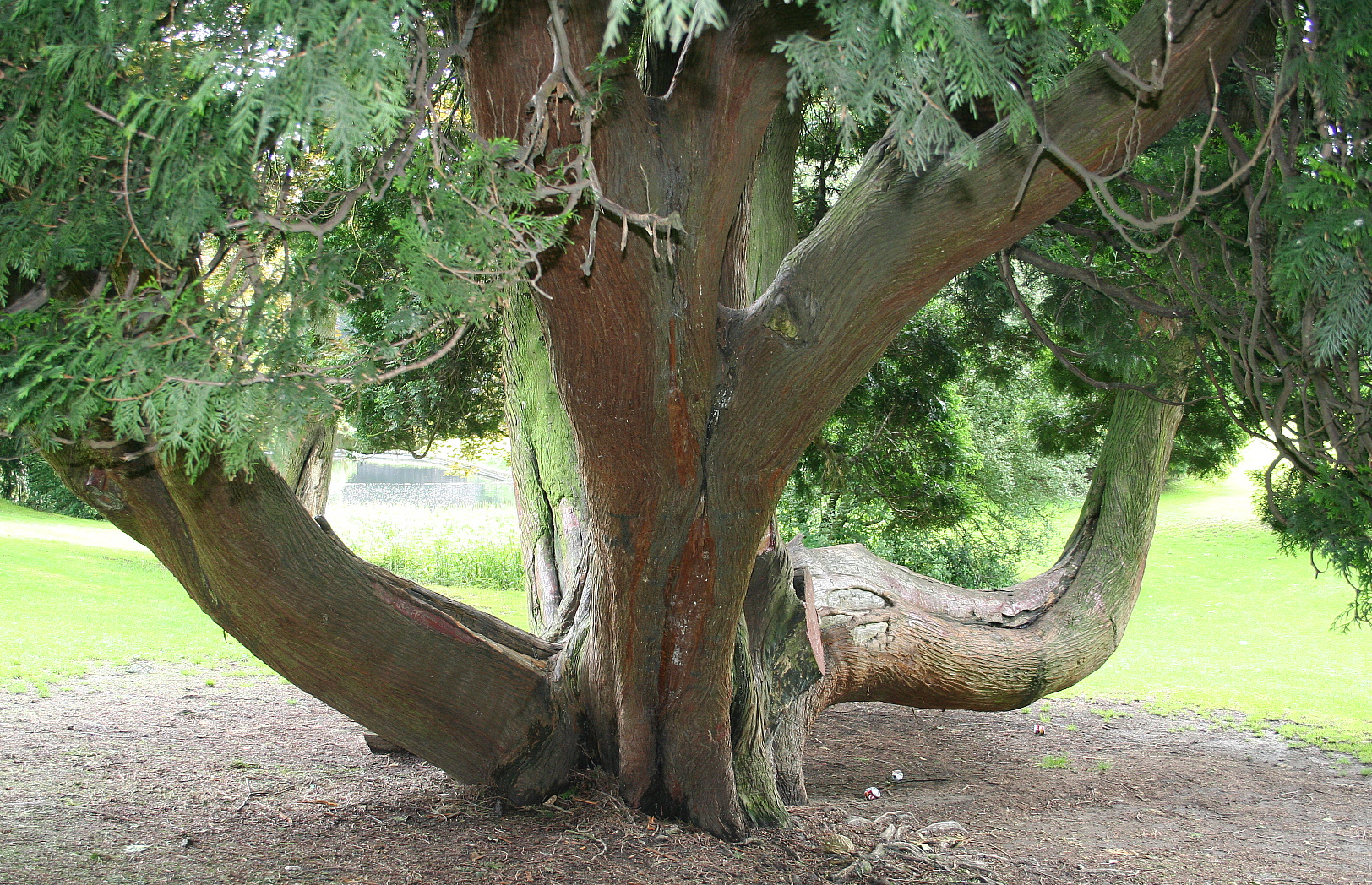
Vista del árbol

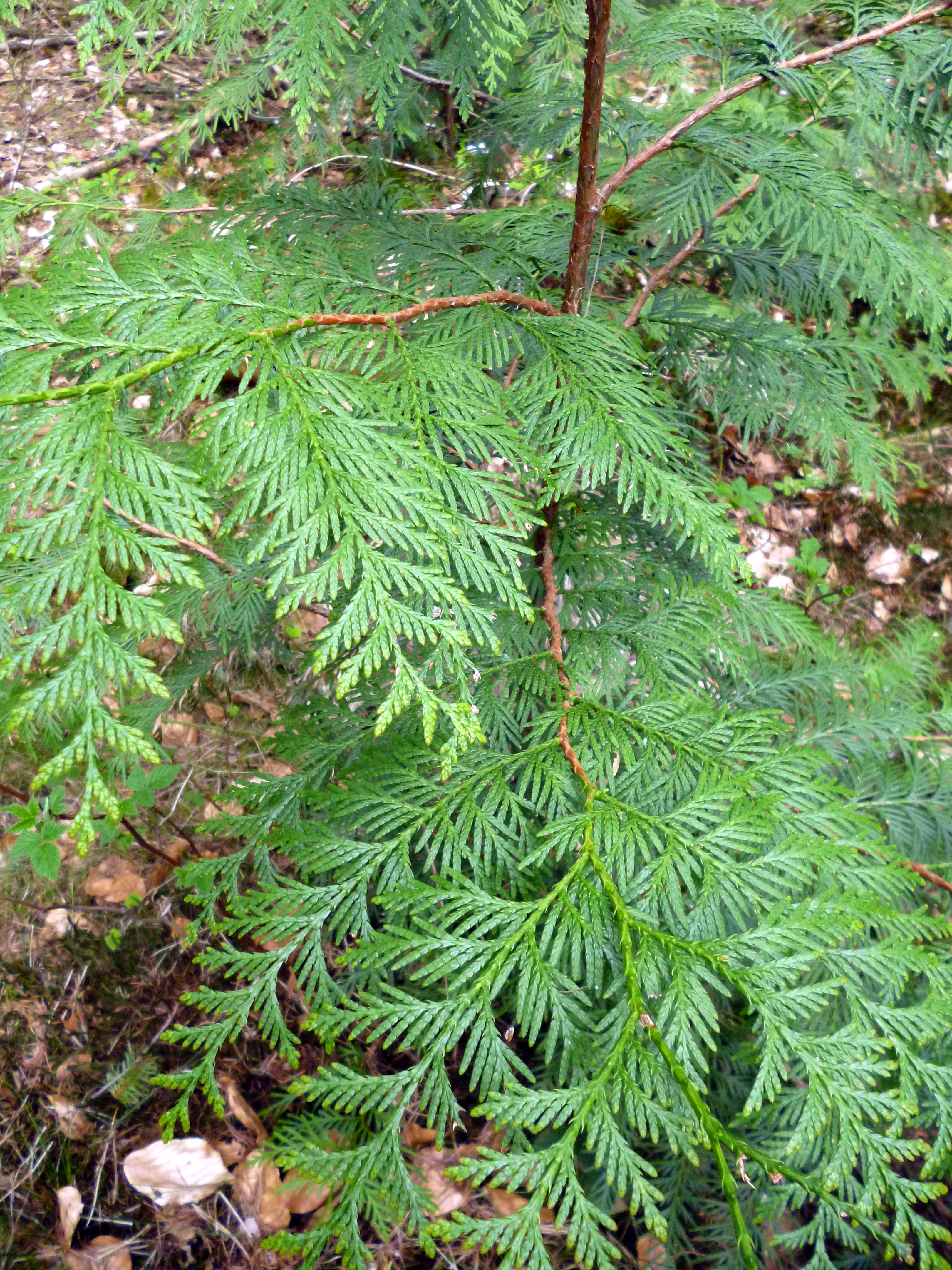
Detalle de las hojas

## Distribución
Es una especie muy importante del oeste de Estados Unidos, aparece naturalmente desde el sur de Alaska hasta California Central en su extremo sur, y en el interior aparece en la zona húmeda de la Columbia Británica y al oeste de las Montañas Rocosas en Montana.

## Descripción
Puede alcanzar los 60 metros de altura y 2 metros de diámetro. Sus hojas son escuamiformes, decusadas, verde oscuras, lustrosas, brillantes en el haz, más claras, con canales argénteos y glándulas en el envés.
Sus estróbilos son conos oval oblongos, de 1 a 1,7 cm de diámetro, péndulos, formados por 10 a 12 escamas coriáceas, basifijas e imbricadas, con pequeño mucrón subapical conteniendo cada una 3 semillas.
Su madera es de color castaño rosado, veteado atractivo, liviana, blanda, muy resistente a la intemperie y al contacto con el suelo, fácil de trabajar y muy estable
Es de crecimiento relativamente rápido. 

### Condiciones de cultivo
El árbol soporta climas de frío a templado húmedo, en ambientes costeros. Soporta bien los fríos intensos, también el calor.
En cuanto a los Suelos, tolera un amplio rango, desarrollándose mejor en los fértiles, profundos, livianos y bien drenados.

### Usos

#### Usos contemporáneos
Se usa en jardines, como árbol de sombra y para setos. Su madera imputrescible se utiliza en carpintería y ebanistería fina, y también para revestimientos (las tejas de cedro rojo son llamadas "ripias"), postes, aberturas, tonelería . 

#### Usos tradicionales
Eran muchísimos, tantos que los indios indígenas de la costa Norte-Oeste se llamaban entre sí "indios del cedro rojo ". Además de sus famosos tótems monumentales, sacaban del árbol (a veces aún sin derribarlo, dejándolo vivir) tablones y alcaceñas para todo tipo de construcción y utensilios. Hasta recogían y tejían la corteza para hacer vestidos, maromas, y redes.  También ahuecaban ampliamente (con sus útiles de concha o de piedra) en los enormes troncos (después de una operación de tala que parecería hoy muy fastidiosa) grandes canoas monoxylas de alta mar en las que los indios iban a cazar ballenas. 
Para dar una idea de la solidez de esos cascos, cabe decir saber que una de esas piraguas, de 38 pies (cerca de 11 metros) de largo, ahuecada a principios del siglo XIX, fue comprada por cierto aventurero, capitán John Voss, y, enjarciada con tres mástiles, fue equipada para dar la vuelta al mundo, con una tripulación total de dos hombres.  Bautizada "Tilikum" ("Compañero/persona" en la jerga chinook), la canoa salió al Pacífico desde la costa de Columbia Británica el 25 de mayo de 1901, y llegó a Londres (Inglaterra) en septiembre de 1904 con el Capitán Voss al timón. "Tilikum" había conocido varias aventuras y escalas en las islas del Pacífico, y también numerosos cambios de marinero, entre los cuales uno incluso desapareció en alta mar.  La piragua "Tilikum" se encuentra ahora en el Museo Marítimo de Victoria, capital del estado de Columbia Británica.

## Taxonomía
Thuja plicata fue descrita por Donn ex D.Don  y publicado en A Description of the Genus Pinus 2: (19). 1824.
Etimología
Thuja: nombre genérico que proviene del griego antiguo θυα, y luego el Latín thya, -ae, que Plinio el Viejo (13, XXX, 100), describe ampliamente y que corresponde a Thuja articulata (hoy en el género Tetraclinis). El vocablo thya, thyon designaba, en un primer tiempo -en Homero- las maderas y árboles de olor perfumado y, más tarde, se amplió erróneamente su aceptación a todos los perfumes.
plicata: epíteto latíno que significa "plisado".
Sinonimia
- Libocedrus craigiana H.Low ex Gordon
- Libocedrus gigantea H.Low ex Gordon
- Thuja asplenifolia Carrière
- Thuja californica K.Koch
- Thuja douglasii Nutt. ex Parl.
- Thuja flabellata Beissn.
- Thuja flagelliformis Gordon
- Thuja gigantea Nutt.
- Thuja lobbiana Gordon
- Thuja lobbii Gordon
- Thuja lycopodioides Beissn.
- Thuja menziesii Douglas ex Endl.
- Thuja plicatilis Beissn.
- Thuja wareana Lodd. ex Loudon[6]